# Stageira
Stageira (grčki: Στάγειρα; ispravno Stagira Στάγιρα; također Stagiros Στάγιρος ili Stageiros Στάγειρος) je bio starogčki grad na Halkidici, najpoznatiji kao rodno mjesto Aristotela.  Nalazio se nekoliko kilometara sjeverno od suvremenog naselja Stagira, u blizini današnjeg grada Olympias.
Stageira je osnovana godine 655. pr. Kr. od jonskih kolonista s otoka Andros. Kserkso I. ga je okupirao 480. pr. Kr. Kasnije se priključila Delskom savezu pod vodstvom Atene, ali je taj savez napustila godine 424. pr. Kr., zbog toga je atenski demagog Kleon pokrenuo opsadu protiv Stageire godine 422. pr. Kr.  Kleonovo nespretno vođenje opsade je kasnije postalo predmetom satire u Aristofanovoj komediji Vitezovi.  Kleon je nedugo nakon toga ubijen u bitci kod Amfipolisa.
Filip II. Makedonski je kasnije u opsadi imao više uspjeha, te je grad osvojen i srušen. Međutim, kasnije je, u znak zahvalnosti za Aristotelovo poučavanje njegovog sina Aleksandra, Filip ponovno sagradio grad i u njemu naselio bivše stanovnike. Tada su, uz brojne nove kuće, sagrađeni oltari boginji Demetri te akvedukt.

## Vanjske poveznice
- Službene stranice  Arhivirana inačica izvorne stranice od 3. ožujka 2016. (Wayback Machine)